# Yukarıyakabaşı, Pertek
Yukarıyakabaşı là một xã thuộc huyện Pertek, tỉnh Tunceli, Thổ Nhĩ Kỳ. Dân số thời điểm năm 2010 là 64 người.